# Liste der Völker in Äthiopien

Verteilung der Ethnien in Äthiopien (mit Eritrea), 1991

Die Liste der Völker in Äthiopien gibt einen Überblick über die zahlreichen in Äthiopien lebenden Ethnien.
Aufgrund unterschiedlicher Definitionen des Begriffs Ethnie sowie der dynamischen Bevölkerungsentwicklung Äthiopiens finden sich zum Teil abweichende Statistiken in der Literatur. Dennoch sollte diese Liste ein qualitatives Bild der Bevölkerungszusammensetzung geben.
Als Quelle für die Einteilung und die Anzahl der Mitglieder dienen die Daten der Volkszählung von 1994. Die zweite Zahl in Klammern sind zum Vergleich die Daten von 1986. Zu berücksichtigen ist dabei die Abspaltung Eritreas 1993. Allgemeine Angaben zur Region (West, Süd etc.) beziehen sich auf die Lage innerhalb Äthiopiens, relativ zu Addis Abeba. Die Verwaltungsgliederung inklusive die Namen der Verwaltungseinheiten wurde anhand der Ethnien vorgenommen. Neben den beiden Hauptreligionen, dem Christentum und dem Islam, sowie einer kleinen jüdischen Gemeinschaft haben sich in Äthiopien in großer Vielfalt Strömungen und Praktiken der ursprünglichen afrikanischen Religionen erhalten die hier unter dem Begriff traditionell zusammengefasst werden. Ihre Anhänger machen etwa 12 % der Bevölkerung aus.

## Liste der Völker
| Volk                                                                             | Angehörige 1994 (1986)        | Sprache                                                                                        | Religion                                                       | Siedlungsgebiet |
| -------------------------------------------------------------------------------- | ----------------------------- | ---------------------------------------------------------------------------------------------- | -------------------------------------------------------------- | --- |
| Oromo (Arsi, Garreh, Ittu, Macha, Orma, Rendille, Tulama, Wallega, Wallo, Yejju) | 17 Millionen (10 Millionen)   | Oromo                                                                                          | sunnitisch, äthiopisch-orthodox, protestantisch, Waka-Religion | West, Mitte, Ost, Süd, Oromiyaa, Amhara                                                                                    |
| Amharen                                                                          | 16 Millionen (7,8 Millionen)  | Amharisch                                                                                      | äthiopisch-orthodox, sunnitisch, protestantisch                | Nordwest und Mitte, Amhara                                                                                                 |
| Tigray                                                                           | 3,3 Millionen, (510.000)      | Tigrinisch                                                                                     | äthiopisch-orthodox, sunnitisch, protestantisch                | Nordwest und Nord, Tigray                                                                                                  |
| Somali (Hawiya, Dir, Darod)                                                      | 3,1 Millionen (130.000)       | Somali                                                                                         | sunnitisch                                                     | Südost, Somali |
| Gurage, Silte                                                                    | 2,3 Millionen (1,2 Millionen) | verschiedene Semitische Sprachen: Soddo, Inor, Mesqan, Mesmes, (Silt'e), Zay, Sebat Bet Gurage | äthiopisch-orthodox, sunnitisch                                | südwestlich von Addis Abeba                                                                                                |
| Sidama                                                                           | 1,8 Millionen (1 Million)     | Sidama                                                                                         | traditionell, christlich                                       | Süd, Sidama-Zone in der Region der südlichen Nationen, Nationalitäten und Völker                                           |
| Walayta                                                                          | 1,3 Millionen (850.000)       | Wolaytta                                                                                       | traditionell, christlich                                       | nordwestlich des Abajasees, Wolayta in der Region der südlichen Nationen, Nationalitäten und Völker                        |
| Afar                                                                             | 970.000 (78.000)              | Afar                                                                                           | sunnitisch                                                     | Nordost, Afar-Region |
| Hadiya                                                                           | 930.000 (580.000)             | Hadiyya                                                                                        | christlich, sunnitisch                                         | Mitte, Hadiya in der Region der südlichen Nationen, Nationalitäten und Völker                                              |
| Gamo                                                                             | 720.000 (280.000)             | Gamo-Gofa-Dawro                                                                                | sunnitisch, traditionell                                       | westlich des Abajasees, Gamo-Gofa in der Region der südlichen Nationen, Nationalitäten und Völker, Arba Minch und Umgebung |
| Gedeo                                                                            | 640.000 (400.000)             | Gedeo                                                                                          | traditionell, protestantisch, sunnitisch                       | östlich des Abajasees, Gedeo in der Region der südlichen Nationen, Nationalitäten und Völker                               |
| Kaffa                                                                            | 600.000 (330.000)             | Kafa                                                                                           | traditionell, sunnitisch, protestantisch                       | Südwest, Kaffa in der Region der südlichen Nationen, Nationalitäten und Völker                                             |
| Kambaata                                                                         | 500.000 (340.000)             | Kambaata                                                                                       | christlich, sunnitisch                                         | Gurage, Kambaata, Hadiya                                                                                                   |
| Awi                                                                              | 400.000 (270,000)             | Awngi, Amharisch                                                                               | traditionell                                                   | südwestlich vom Tanasee, Amhara                                                                                            |
| Kullo                                                                            | 330.000 (110.000)             | Gamo-Gofa-Dawro                                                                                | sunnitisch                                                     | westlich des Abajasees, Gamo-Gofa in der Region der südlichen Nationen, Nationalitäten und Völker, Arba Minch und Umgebung |
| Gofa                                                                             | 240.000 (63.000)              | Gamo-Gofa-Dawro                                                                                | traditionell                                                   | westlich des Abajasees, Gamo-Gofa in der Region der südlichen Nationen, Nationalitäten und Völker, Arba Minch und Umgebung |
| Bench                                                                            | 173.000 (94.000)              | Bench                                                                                          | traditionell, christlich                                       | Südwest, Kaffa in der Region der südlichen Nationen, Nationalitäten und Völker                                             |
| Kemant                                                                           | 170.000                       | Qimant, Amharisch                                                                              | äthiopisch-orthodox, jüdisch                                   | nordwestlich des Tanasees                                                                                                  |
| Yemma                                                                            | 166.000 (63.000)              | Yemsa                                                                                          | traditionell, christlich                                       | Südwest, nordöstlich von Jimma, Yemma in der Region der südlichen Nationen, Nationalitäten und Völker                      |
| Kamir                                                                            | 158.000                       | Xamtanga                                                                                       | christlich                                                     | Nord, Amhara |
| Aari                                                                             | 155.000 (57.000)              | Aari                                                                                           | traditionell, christlich                                       | Süd, Debub Omo in der Region der südlichen Nationen, Nationalitäten und Völker                                             |
| Konso                                                                            | 153.000 (123.000)             | Konso                                                                                          | traditionell                                                   | südlich des Chamosees, Konso in der Region der südlichen Nationen, Nationalitäten und Völker                               |
| Alaba                                                                            | 126.000 (62.000)              | Alaba                                                                                          | sunnitisch, christlich                                         | südwestlich des Shalasees                                                                                                  |
| Gumuz                                                                            | 121.000 (127.000)             | Gumuz                                                                                          | traditionell, sunnitisch, christlich                           | West, Grenze zu Sudan, Gondar und Gojam in Amhara, Wellega in Oromiyaa                                                     |
| Berta                                                                            | 119.000 (66.000)              | Berta                                                                                          | sunnitisch                                                     | West, Grenze zu Sudan, Benishangul-Gumuz                                                                                   |
| Koorete                                                                          | 108.000                       | Koorete                                                                                        | traditionell                                                   | östlich des Abajasees, Sidamo in der Region der südlichen Nationen, Nationalitäten und Völker                              |
| Timbaro                                                                          | 86.000                        | Kambaata                                                                                       | christlich, sunnitisch                                         | Gurage in der Region der südlichen Nationen, Nationalitäten und Völker                                                     |
| Nuer                                                                             | 65.000                        | Nuer, Arabisch                                                                                 | traditionell                                                   | Baro in Gambela, auch im Sudan                                                                                             |
| Argobba                                                                          | 63.000                        | Argobba, Oromo, Amharisch                                                                      | sunnitisch                                                     | vereinzelte Siedlungen in Ost-Shewa und Ost-Wollo und öst- sowie südöstlich der Stadt Harar                                |
| Gidole                                                                           | 54.000 (41.000)               | Dirasha                                                                                        | traditionell                                                   | westlich des Chamosees, Dirasha in der Region der südlichen Nationen, Nationalitäten und Völker                            |
| Mocha                                                                            | 54.000                        | Shekkacho                                                                                      | traditionell, christlich                                       | Kaffa in der Region der südlichen Nationen, Nationalitäten und Völker                                                      |
| Me'en                                                                            | 53.000                        | Me'en                                                                                          | traditionell, christlich                                       | Kaffa in der Region der südlichen Nationen, Nationalitäten und Völker                                                      |
| Basketo                                                                          | 51.000                        | Basketo                                                                                        | christlich                                                     | Basketo in der Region der südlichen Nationen, Nationalitäten und Völker                                                    |
| Konta                                                                            | 50.000, (51.000)              | Gamo-Gofa-Dawro                                                                                |                                                                | |
| Burji                                                                            | 47.000                        | Burji                                                                                          | christlich, sunnitisch                                         | südlich des Chamosees, Burji in der Region der südlichen Nationen, Nationalitäten und Völker                               |
| Male                                                                             | 46.000                        | Male                                                                                           | traditionell                                                   | südöstlich von Jinka, Debub Omo in der Region der südlichen Nationen, Nationalitäten und Völker                            |
| Anuak                                                                            | 46.000                        | Anyua                                                                                          | traditionell                                                   | West, Gambela |
| Hamar                                                                            | 42.000                        | Hamer-Banna                                                                                    | traditionell, christlich                                       | Debub Omo in der Region der südlichen Nationen, Nationalitäten und Völker                                                  |
| Libido                                                                           | 38.000                        | Libido                                                                                         | sunnitisch                                                     | Hadiya, Kambaata, Gurage in der Region der südlichen Nationen, Nationalitäten und Völker                                   |
| Qabena                                                                           | 35.000                        | Qabena                                                                                         | christlich, sunnitisch                                         | Kambaata, Gurage, Hadiya in der Region der südlichen Nationen, Nationalitäten und Völker                                   |
| Gawwada                                                                          | 34.000                        | Gawwada                                                                                        | traditionell                                                   | westlich des Chamosees, der Region der südlichen Nationen, Nationalitäten und Völker                                       |
| Shinasha                                                                         | 33.000                        | Boro, Amharisch, Oromo                                                                         | christlich                                                     | West, Südwest Amhara |
| Dassanetch                                                                       | 32.000                        | Daasanach                                                                                      | traditionell, christlich                                       | Turkana-See in der Region der südlichen Nationen, Nationalitäten und Völker                                                |
| Dorze                                                                            | 29.000                        | Dorze                                                                                          | traditionell                                                   | um Chencha, Addis Abeba |
| Sheko                                                                            | 24.000                        | Sheko                                                                                          | traditionell, christlich                                       | Kaffa in der Region der südlichen Nationen, Nationalitäten und Völker                                                      |
| Saho                                                                             | 23.000                        | Saho                                                                                           | christlich                                                     | Tigray |
| Aderi                                                                            | 23.000                        | Harari                                                                                         | sunnitisch                                                     | Harar |
| Dizi                                                                             | 22.000                        | Dizi                                                                                           | christlich                                                     | Kaffa in der Region der südlichen Nationen, Nationalitäten und Völker                                                      |
| Melo                                                                             | 20.000                        | Melo                                                                                           | traditionell                                                   | Semien Omo in der Region der südlichen Nationen, Nationalitäten und Völker                                                 |
| Surma                                                                            | 20.000                        | Surma                                                                                          | traditionell                                                   | Südwest Kaffa in der Region der südlichen Nationen, Nationalitäten und Völker                                              |
| Mao, (Northern Mao, Southern Mao, Begi-Mao, Afan Mao)                            | 16.000                        | Bambassi; Anfillo, Oromo; Hozo; Kwama                                                          | traditionell, sunnitisch                                       | West, Benishangul-Gumuz; Grenze zu Sudan, westlich von Dembi Dolo; West Oromiyaa; Grenze zu Sudan, Süd Benishangul-Gumuz   |
| Majang                                                                           | 15.000                        | Majang                                                                                         | traditionell, christlich                                       | Südwest, Teile von Gambela, Oromiyaa und Kaffa                                                                             |
| Oyda                                                                             | 14.000                        | Oyda                                                                                           | traditionell                                                   | südwestlich von Sawla in der Region der südlichen Nationen, Nationalitäten und Völker                                      |
| Nyangatom                                                                        | 14.000                        | Nyangatom                                                                                      | traditionell                                                   | Südwest, Debub Omo in der Region der südlichen Nationen, Nationalitäten und Völker                                         |
| She                                                                              | 13.000                        | Bench                                                                                          | traditionell, christlich                                       | Südwest, Kaffa in der Region der südlichen Nationen, Nationalitäten und Völker                                             |
| Zayse                                                                            | 11.000                        | Zayse-Zergulla                                                                                 | traditionell                                                   | westlich des Chamosees in der Region der südlichen Nationen, Nationalitäten und Völker                                     |
| Tsamay                                                                           | 10.000                        | Tsamai                                                                                         | traditionell                                                   | westlich des Chamosees in der Region der südlichen Nationen, Nationalitäten und Völker                                     |
| Mosiye                                                                           | 9.200                         | Bussa                                                                                          | traditionell                                                   | westlich des Chamosees in der Region der südlichen Nationen, Nationalitäten und Völker                                     |
| Fadashi                                                                          | 7.300                         | Fadashi                                                                                        | sunnitisch                                                     | West, Grenze zu Sudan, Benishangul-Gumuz                                                                                   |
| Chara                                                                            | 7.000                         | Chara                                                                                          | traditionell                                                   | Kaffa in der Region der südlichen Nationen, Nationalitäten und Völker                                                      |
| Arbore                                                                           | 6.600                         | Arbore                                                                                         | sunnitisch                                                     | Südwest, nahe Chew Bahir in der Region der südlichen Nationen, Nationalitäten und Völker                                   |
| Dime                                                                             | 6.200                         | Dime                                                                                           | sunnitisch                                                     | Kaffa in der Region der südlichen Nationen, Nationalitäten und Völker                                                      |
| Bodi                                                                             | 4.700                         | Me'en                                                                                          | traditionell, christlich                                       | Kaffa in der Region der südlichen Nationen, Nationalitäten und Völker                                                      |
| Nao                                                                              | 4.000                         | Nayi, Kafa                                                                                     | traditionell                                                   | Kaffa in der Region der südlichen Nationen, Nationalitäten und Völker                                                      |
| Mursi                                                                            | 3.300                         | Mursi                                                                                          | traditionell                                                   | südwestlich von Jinka, der Region der südlichen Nationen, Nationalitäten und Völker                                        |
| Kachama                                                                          | 2.700                         | Kachama-Ganjule                                                                                | traditionell                                                   | Gidicho Insel im Abajasee                                                                                                  |
| Kunama                                                                           | 2.000                         | Kunama                                                                                         | sunnitisch                                                     | Flüchtlingslager an der Grenze zu Eritrea, auch in Eritrea, Sudan                                                          |
| Komo                                                                             | 1.500                         | Ganza                                                                                          | traditionell                                                   | West, Grenze zum Sudan |
| Mer                                                                              | 1.200                         | Bench                                                                                          | traditionell, christlich                                       | Südwest, Kaffa in der Region der südlichen Nationen, Nationalitäten und Völker                                             |
| Ganjule                                                                          | 1.100                         | Kachama-Ganjule                                                                                |                                                                | Westufer des Chamosees, Shelemela                                                                                          |
| Zergulla                                                                         | 390                           | Zayse-Zergulla                                                                                 | traditionell                                                   | westlich des Chamosees, Region der südlichen Nationen, Nationalitäten und Völker                                           |
| Kara/Karo                                                                        | 300                           | Kara                                                                                           | traditionell                                                   | am Omo in der Region der südlichen Nationen, Nationalitäten und Völker                                                     |
| Shita                                                                            | 290                           | Opuuo                                                                                          | traditionell                                                   | West, Grenze zum Sudan, auch im Sudan                                                                                      |
| Gamila                                                                           | 184                           | Boro, Amharisch, Oromo                                                                         |                                                                | West, Südwest Amhara |
| Kwegu                                                                            | 165                           | Kwegu, Bodi, Mursi                                                                             | traditionell                                                   | Kuchur und weitere Dörfer am Westufer des Omo                                                                              |
| Kwama                                                                            | 140                           | Kwama, Oromo                                                                                   | sunnitisch                                                     | West, Grenze zum Sudan, Benishangul-Gumuz                                                                                  |
| Gobato                                                                           | 67                            | Gobato                                                                                         | sunnitisch                                                     | West, Grenze zum Sudan, Benishangul-Gumuz, Tal des Didessa                                                                 |
| Mabaan                                                                           | 21                            | Mabaan                                                                                         | traditionell                                                   | West, Grenze zum Sudan; auch im Sudan                                                                                      |

## Fortführende Informationen
Listen
Artikel